# Hrvatska politika u Prvom svjetskom ratu
Hrvatska se politika u Prvom svjetskom ratu oblikovala u hrvatskom višestranačkom Saboru. U njemu je na osnovu izbora 1913. godine Hrvatsko-srpska koalicija (HSK), koja je imala apsolutnu većinu (48 zastupnika), a slijede ju Starčevićeva stranka prava - milinovci (SSP) s 14, Čista stranka prava – frankovci (ČSP) s 9, Hrvatska pučka seljačka stranka (HPSS) s 3, te “unionisti” (mađaroni) s 12 zastupnika. Hrvatsko-srpska je koalicija, dakle, vladala Saborom. Inicijative i vodeću ulogu tijekom rata imala je SSP. 

## Prvo ratno zasjedanje Sabora 1915.
Nakon skoro jednogodišnjeg prekida, Sabor se 14. lipnja 1915. sastao na prvo ratno zasjedanje. S obzirom na to da je režim tolerirao prilično slobodne političke rasprave, čak i one koje su pogađale same temelje Monarhije, hrvatska je ratna politika realno i jasno očitovana. Odmah nakon ubojstva Franje Ferdinanda, na komemoraciji u Saboru (30. lipnja 1914), frankovci su žestoko napali HSK upućujući joj riječi prijetnje kao što su: "Dolje ubojice! Van Pribićević, van svi Vlasi! Veleizdajnici, ubojice, dolje Srbi ubojice, gospodine bane, raspustite Sabor, pretražite koalicionaše i naći ćete bombe, sa srpstvom se mora u Hrvatskoj obračunati, srpstvo... je samo po sebi veleizdaja, ... odzvonilo vam je...". Zastupnici SSP-a su šutjeli, a oni iz HSK nisu se branili. Zastupnici su radili pod veoma teškim bremenom ratnih žrtava, hrvatske zemlje su za rat dale oko pola milijuna ljudi, od kojih je oko 100.000 poginulo. Budući da je rat bio totalan, materijalne su žrtve također bile velike. Ratne saborske teme i pozicije političkih stranaka spram problema nisu se bitno razlikovale od onih predratnih sve do početka 1918. godine, što znači da se i u ratu vodila borba za suverenost Kraljevine Hrvatske.
Na prvom ratnom zasjedanju Sabora, 14. lipnja 1915., Stjepan Radić s ushićenjem hvali junaštvo “naše hrvatske vojske” i “starodrevnu nepobijeđenu i nepobjedivu monarhiju” pa ističe da “nitko pod suncem ne bi svladao Habsburge” kad bi “svi njeni narodi bili posve ravnopravni...”. Na osnovu takve odanosti Hrvata, Radić je zatražio da kruna osigura “gospodarsko-financijalnu samostalnost Kraljevine Dalmacije - Hrvatske - Slavonije...”. Radić je ustvari ponovio ono što je Sabor permanentno zahtijevao od vremena Nagodbe 1868. Na sjednici Sabora 23. prosinca 1915. godine, SSP uz ideju trijalizma predlaže i varijantu rekonstitucije Monarhije na osnovi saveza država njezinih naroda. HSK je tu ideju odbila. Ona je uporno branila dualizam – dvojnu Monarhiju – tumačeći da odnos snaga ne daje druge šanse osim revizije Nagodbe i priključenja Dalmacije Banskoj Hrvatskoj. Inače, i oni su zapravo za što potpuniji suverenitet Trojednice, ali i realni političari koji znaju što se može postići.

## Reagiranje na Svibanjsku deklaraciju
Svibanjska deklaracija 1917. godine, zastupnika austrijskog parlamenta iz Slovenije, Dalmacije i Istre kojom se zahtijeva konstitucija južnoslavenske države u sklopu Habsburške Monarhije, izazvala je gotovo jednodušnu potporu u Hrvatskom saboru. Na sjednici Sabora 13. srpnja 1917. godine, Starčevićeva stranka prava-milinovci (SSP) je zatražila “da se sve hrvatske zemlje i svi dijelovi hrvatskog naroda ujedine na temelju historijskog državnog prava u jedinstvenu hrvatsku državu od Triglava do Drine pod žezlom... Habsburške dinastije”. Čak je i srpski prvak Srđan Budisavljević, iz Hrvatsko-srpske koalicije, podržao tu ideju rekavši da se “Slovenci, Hrvati i Srbi ujedine u ... nezavisno državno tijelo...”. Stjepan Radić je izjavio kako Svibanjska deklaracija “znači najsretniju i najpotpuniju formulu našeg ... državno-pravnog demokratskog programa...”, dodavši da se ta ideja može ostvariti u Monarhiji, ali “ako to ne bude moguće onda ćemo to provesti i bez nje”. Živko Petričić u ime SSP-a, tumači Svibanjsku deklaraciju kao zahtjev za “uspostavu hrvatske države”, a ne “neke jugoslavenske države...”. Na zasjedanju Sabora 3. kolovoza 1917. godine ponovno se raspravljalo o budućnosti Hrvatske. Stjepan Radić je izlagao kako je Antanta bila pristala na “Veliku Srbiju”, ali da je ruska revolucija donijela “novo svjetlo” koje daje nadu da se granice u srednjoj Europi neće mijenjati, pa će zato “u monarhiji biti Kraljevina Hrvatska slobodna i ujedinjena”, a izvan Monarhije obnovit će se Srbija i ostati Bugarska.
Kao refren, na sjednici Sabora 9. kolovoza 1917. milinovac Dragutin Hrvoj ponavlja: “... Starčevićeva stranka prava traži ujedinjenje svih slavenskih zemalja na jugu monarhije Habsburga u jedno jedinstveno državno-pravno tijelo, u državu Hrvatsku, na temelju hrvatskog državnog prava i u ime načela narodnosti, uz potpuno respektiranje svih vjersko - kulturnih individualiteta... Starčevićanci ... kao predstavnici jugoslavenske ideje ne tražimo hegemoniju niti nad Slovencima, niti nad Srbima... nego politički paritet, potpunu jednakost sviju u svakom pogledu...”. Frankovac Aleksandar Horvat je 10. kolovoza 1917. oštro napao jugoslavenstvo Starčevićeve stranke prava povezujući ga s velikosrpskim jugoslavenstvom A. Belića, J. Banjanina, F. Potočnjaka i M. Marjanovića, rekavši da je “jugoslavenska ideja pogibeljna” sa stajališta “čistog hrvatstva”. Na zasjedanju Sabora 25. rujna 1917. Stjepan Radić je evoluirao u svojim stavovima, rekavši: “Danas smo mi još svi jednodušni... naročito radi držanja Italije... kao i radi srpske vanjske politike” da se “ujedinjenje Hrvata, Srba i Slovenaca, ne dirajući u Srbiju i Crnu Goru, može provesti u monarhiji, ali ako se bude ovako dalje s nama radilo, ja ću biti prvi, koji se neću bojati vješala i koji će vikati: dolje Habsburg”.
Vođa milinovaca, Ante Pavelić (stariji), na sjednici Sabora 3. prosinca 1917. oštro je napao austrougarskog ministra vanjskih poslova, oduzimajući mu pravo da govori u ime Slavena Monarhije, naroda koji čine većinu u državi. U ovomu dramatičnom povijesnom trenutku Stjepan Radić je uzimao u obzir i Rusku revoluciju i Lenjina koji su ga se duboko dojmili. Nije odobrio brutalnosti prema svrgnutoj vladajućoj klasi, ali je rekao: “...neće više biti gospodujućih i podložnih naroda, neće više biti na jednoj strani spahija, a na drugoj kmetova, nego će svi narodi biti posve jednaki... bez obzira na to jesu li veliki ili mali...”, nastavivši “Ruska revolucija je promijenila temelje međunarodnog prava... koje će osigurati slobodu i sreću svakome iole svjesnom i slobodnom narodu...”. Radić, čovjek velikih emocija i impresija, očigledno se zalijetao, ali je i u ovom velikom događaju vidio nove mogućnosti borbe za svoj populistički seljački pokret. Zbog velikog značenja, treba spomenuti da je Sabor 19. prosinca 1917. usvojio Zakon o uvođenju općeg, izravnog i tajnog prava glasa za parlamentarne izbore. Jedino su frankovci (Čista stranka prava)  kritizirali zakonski članak o izbornim kotarima jer je omogućavao Srbima pobjedu u gotovo polovini izbornih jedinica.

## Djelovanje nakon Zagrebačke rezolucije
Ante Pavelić uspostavio je preko uglednika Frana Barca, osnivača Bogoslovne akademije i rektora Sveučilišta te Svetozara Rittiga, župnika crkve Sv. Marka, komunikaciju s Antom Trumbićem. Istodobno je redovito komunicirao s Jugoslavenskim klubom zastupnika u austrijskom parlamentu. U dogovoru s tim institucijama SSP je forsirao HSK da se priključi stvaranju bloka svih stranaka radi potpore Svibanjskoj deklaraciji. Budući da su HSK i Radićev HPSS to odbili, Pavelić je drugoga i trećeg ožujka 1918. u Zagrebu okupio desetak drugih stranaka i političkih grupa iz Hrvatske, Slovenije i BiH, koje su objavile deklaraciju o stvaranju jedinstvene narodne južnoslavenske države, ispuštaju ć i iz nje riječ  “monarhija” i tražeći pravo “sudjelovanja na budućem mirovnom kongresu”, što bi moglo značiti da se zapravo mislilo na stvaranje države pod hrvatskim vodstvom izvan Monarhije i bez Srbije. U proljeće 1918. Stjepan Radić je promijenio i strategiju i taktiku. Impresioniran Wilsonovim programom mira i SAD-om kao lučonošom demokracije, oduševljen Ruskom revolucijom, češkim narodom i njegovim vođama s kojima je redovito komunicirao, okrenuo je leđa Monarhiji. Na toj se crti odvojio od pravaša frankovaca, zbližio se s pravašima SSP-a, a oštro napadao HSK, optužujući ne samo njezina lidera Svetozara Pribićevića, nego i širi krug srpskih političara za sluganstvo prema Ugarskoj.
Vjerojatno najžešći politički sukob, koji je bio na granici fizičkog obračuna, među zastupnicima Sabora dogodio se u ljeto 1918. Tema debate je, kao i na prethodnim sjednicama, bila hrvatska politika u I. svjetskom ratu. Na sjednici Sabora 10. svibnja 1918. SSP je žestoko napao vladajuću HSK čiju politiku je poistovjetila s onom Khuena Héderváryja, a sebe proglasila glavnom snagom “općega velikog pokreta za narodno oslobođenje” od Pešte i Beča. Prigovorio im je frankovac Ivo Frank s tezom da su milinovci izdali oca domovine Antu Starčevića i usvojili jugoslavenstvo. Istodobno su napali i HSK i sintagmu “narodno jedinstvo Srba i Hrvata”, aludirajući na vezu s prosrpskim unitarizmom, upozoravajući Sabor kako su se “stari naši dušmani Talijani i Srbi složili” o podjeli hrvatske zemlje, čemu na ruku idu oni koji zagovaraju “narodno srpsko-hrvatsko jedinstvo”. Reagirao je ban Mihalovich, optužujući frankovce da su od Beča tražili zabranu “parlamentarnog i konstitucionalnog života u Hrvatskoj uvođenjem vojničkog komesarijata”, naglašavajući da o tome zahtjevu ima dokument s potpisima Ive Franka i Aleksandra Horvata. (Povici iz klupa Sabora: krvnici, sramota, pfuj, pfuj, hoćete ovdje vladati Potiorekovom sabljom itd.). Frankovac Horvat replicirao je milinovcima ovim riječima: “Vaše cijelo jugoslavenstvo nije ništa drugo nego srpstvo i sluţba tome srpstvu...”, a na frankovce napadaju “jer mi ovdje ne poznamo nikakvog drugog naroda do hrvatskog...” I dalje: “...uvađate izborni red, na temelju koga s vaša dvadeset i četiri postotka imate ovdje većinu u Saboru... Vi se borite – za jednu ideju, ta je srpska, a mi se borimo za drugu ideju – to je hrvatska”.
Braneći politiku HSK kako od frankovaca tako i od milinovaca, Bertić kaže da su oni realisti i da će se za Hrvatsku naći rješenje u Monarhiji “kad odlučujući narodi ove monarhije (Nijemci i Mađari) išibani bičem ovog velikog svjetskog zla (rata) budu umekšani ... i dođu do uvjerenja da ne koristi ni jednom narodu, da nadvlada drugi... jer je to izvor vječitih zala i vječitih ratova...”. Ovom je tezom HSK opravdavala lojalnost prema Ugarskoj, a istodobno obećavala hrvatski suverenitet kada se promijeni odnos snaga. Frankovci su ponovno iznijeli da je “srpska ruka umorila u Odesi i bacila u Crno more” ... “desetke tisuća hrvatskih vojnika”. Replicirajući, milinovac Ivan Peršić je rekao: “Nema sumnje... da su ovo grozote i strahote što su ih pretrpjeli neki naši sunarodnjaci u Rusiji, ali, gospodo, ovaj je čitav rat jedna užasna grozota i strahota za čitav svijet, za čitavo čovječanstvo, još veća za Slavene, a najveća za Slavene ove monarhije.” Frankovci su uočili da se neki u Saboru sve manje pozivaju na “hrvatsko državno pravo, sve manje traži hrvatska država, a sve više ističe slobodna i ujedinjena država Hrvata, Srba i Slovenaca”, slično onome što se govori i u inozemstvu, aludirajući na veze SSP-a s Jugoslavenskim odborom i srpskom vladom u inozemstvu. Polemika je svrstala zastupnike u bezuvjetne podanike Beča (frankovci), na čelu s njihovim vođom Aleksandrom Horvatom, u nositelje pokreta za ujedinjenje Južnih Slavena u Monarhiji ili izvan nje (pretežno na milinovce na čelu s njihovim prvakom Antom Pavelićem), i u pasivne ugarofilske nagodnjake – HSK – na čelu sa Svetozarom Pribićevićem, koji će se uskoro pretvoriti u jugounitariste.

## Raskol u HSK i stvaranje Narodnog vijeća
Vrlo značajan događaj za proces diferencijacije i koncentracije uoči sloma Austro-Ugarske bio je govornički dvoboj između Ivana Lorkovića, prvaka hrvatskoga krila HSK i Svetozara Pribićevića, vođe i srpskog krila i cijele Koalicije. Naime, na sjednici Sabora 8. srpnja 1918. Lorković je istupio iz HSK pozivajući ostale stranke da se ujedine na jugoslavenskoj ideji u duhu Svibanjske deklaracije Jugoslavenskog kluba u austrijskom parlamentu, naglasivši da je “jugoslavenska ideja... zahvatila elementarnom snagom čitav naš narod... obuhvativši i one naše krugove, koji su... do rata... stajali po strani... izjasnivši se za slobodnu narodnu državu Hrvata, Srba i Slovenaca.”. Moglo se očekivati da će Svetozar Pribićević, u situaciji kada se već vidi kraj rata, podržati “svenarodni pokret” koji je zagovarao Ivan Lorković. Pribićević je, međutim, to odbio veoma kategorično, založivši se za status quo – za stabilnost vlasti koju drži HSK, aludirajući da ekstremni hrvatski elementi (frankovci) zaoštravaju hrvatsko-srpske odnose u Saboru i u javnosti pa bi, opet aluzivno, “svaki masovni pokret mogao provocirati ukidanje ustavnog stanja”.
Usput je izložio svoje poglede na odnose Hrvata i Srba, navodeći kako su u prvoj fazi rata mnogi Srbi, pa i on sam, bili šikanirani. No, zahvaljuje Hrvatima u HSK-u što su u toj grupaciji stvorili zdravo stanje, rekavši da se u njihovu društvu osjeća kao i u srpskom. Konstatirajući sa žaljenjem “da su Hrvati odvojeni u hrvatske političke stranke, Srbi u srpske, da imamo posebne srpske škole... posebne čitaonice Srba i Hrvata, posebna društva, čitaonice itd... da se Srbi i Hrvati dijele jedni od drugih na svim linijama i na svim područjima narodnog života, na svakom koraku, umjesto da vide da su jedan narod, da se zajedničkom voljom mogu da izgrade kao jedan narod...”, držeći “da će se naš narodni život unificirati na svim područjima, da će nestati svakog separatizma i na školskom, književnom, društvenom i ekonomskom području...”. Može se razumjeti da je Pribićević na osnovu svoje procjene o latentnoj konfliktnosti izbjegavao pokretanje masa u političku borbu. Međutim, može se reći i da je predviđao da će za nekoliko mjeseci nastupiti slom Austro-Ugarske, nakon čega dolazi srpska vojska, a za takav razvoj dogažaja masovni bi pokret bio više štetan nego koristan. Uostalom, Nikola Pašić je i prije rata sugerirao srpskim prvacima u HSK-u da budu kooperativni s Peštom jer će Srbija i Rusija riješiti jugoslavensko pitanje.
U pokret osnivanja narodnih vijeća u svim slavenskim zemljama, predvođen Pragom, a na slavenskom jugu Ljubljanom i Splitom, uključivale su se gotovo sve političke snage, od klerikalaca do socijalista, pa je u Zagrebu 6. listopada 1918. osnovano Narodno vijeće Slovenaca, Hrvata i Srba, ali se HSK kao vladajuća snaga Sabora nije dala uključiti. Slovenci su, pak, uporno inzistirali na tome, nekoliko puta dolazili u Zagreb, jer su tvrdo nastojali da Zagreb bude središte nove države, koja će se stvarati. Trebalo je pridobiti HSK i zato što ona nije uključivala Sloveniju u svoj projekt rješenja jugoslavenskog pitanja, već je poštivala dualizam i očekivala da se “jednog dana” i BiH pripoji Hrvatskoj, dok su milinovci i lider slovenskih klerikalaca uključili i Sloveniju u južnoslavensku državu pod vodstvom Hrvata, a u okviru Habsburške Monarhije. HSK, posebno njezino krilo na čelu sa Srbima Svetozarom Pribićevićem i Dušanom Popovićem, bilo je lojalno ugarskoj vladi, a bez HSK, Narodno vijeće za sve južnoslavenske zemlje ne bi imalo dovoljan legitimitet. Tek na pritisak svih ostalih stranaka i kada je bilo očigledno da se Austro-Ugarska raspada, HSK je 19. listopada 1918. ušla u Narodno vijeće kao vladu za Hrvatsku, Sloveniju, Dalmaciju, Trst, Istru, BiH i Vojvodinu. Međutim, takva, vjerojatno nerežirana podjela uloga, pokazala se veoma korisnom jer, dok je jedan dio političkih prvaka ulazio u vladu, drugi dio im je, svojom lojalnošću Pešti i Beču, čuvao leđa. U Središnji odbor Narodnoga vijeća, ušli su delegati Hrvatskoga sabora te bosanskog, zatim Jugoslavenskoga kluba iz austrijskog parlamenta. Tako je to tijelo moglo nastupati s punim legitimitetom i pred velesilama Antante i pred vladom Kraljevine Srbije.